# Eduardo Camet

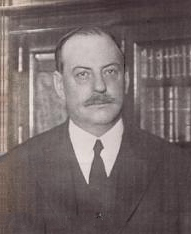
Eduardo Camet

Eduardo Camet (16 september 1876 – 5 juli 1931) was een Argentijns schermer. Hij was actief aan het eind van de 19de eeuw en begin van de 20ste eeuw. Hij leefde gedurende langere tijd in Frankrijk waar hij het schermen leerde.
Camet was de eerste Argentijn die ooit uitkwam op de Olympische Spelen. Op de Olympische Zomerspelen 1900 in Parijs, Frankrijk was hij bovendien de enige Argentijnse deelnemer. Hij deed mee aan het onderdeel degenschermen voor amateurs. De Argentijn haalde de finaleronde en hij eindigde op de vijfde plaats in een veld van 101 deelnemers, waaronder 10 niet-Fransen. Als hij één plaats hoger was geëindigd zou hij zich geplaatst hebben voor het toernooi waarin de vier beste amateurs tegen de vier beste professionals zouden uitkomen.